# Robert Schön
Robert Schön (* 1975 in Kempten) ist ein deutscher Moderator, Autor und Schauspieler.

## Leben
Schön absolvierte seine Schauspielausbildung in den Jahren 1997–2000 in München. 2003 wirkte er in der Serie Forsthaus Falkenau mit, 2006 spielte er Sascha Neumann in der ARD-Serie Marienhof. 2009 übernahm er die Hauptrolle in der NDR-Produktion Nie mehr ohne Dich.
Seine Karriere als Moderator startete er 2004 beim öffentlich-rechtlichen KI.KA, für den er verschiedene Kinder- und Jugendformate wie Die Bernd das Brot Show und Die Chili TV Show präsentierte. Von 2006 bis 2009 präsentierte er auf Das Vierte die Call TV Show „Hollywood Quiz“. Zudem moderierte er das Master Quiz für den Sender Super RTL und 2013 das Reisemagazin Aida TV. Seit Anfang 2014 ist Robert Schön als Moderator bei dem TV-Sender HSE24 tätig. Im März 2016 erschien sein erstes Buch mit dem Titel Bud your Life! im Aurum Verlag.